# Strehovci
Strehovci (prekmursko Strejovci, madžarsko Őrszentvid) je naselje v Občini Dobrovnik. Strehovci so znani po svojem vinskem turizmu in energijskih točkah ob Bukovniškem jezeru.